# 사립학교
사립학교(私立學校, Private school)는 학교법인, 공공단체가 아닌 법인이나 개인이 설치하는 유치원,초등학교,중학교,고등학교,특수학교,대학교, 대학원을 지칭하는 개념이다. 국·공립학교에 비해 등록금이 비싸다. 대한민국에서 사립 학교의 설립은 교육부 장관 중 시 ·도 교육청 관할 시군구 교육지원청의 승인을 받아야 한다. 또한 사립 초등학교는 교복을 입는다.

## 같이 보기
- 대안학교
- 교육을 받을 권리
- 국공립학교
- 바우처